# Wolves in the Throne Room
Wolves in the Throne Room — американський блек-метал-гурт, заснований у 2002 році в Олімпії, штат Вашингтон, братами Аароном і Натаном Віверами. На сьогодні вони випустили сім повноформатних альбомів, два концертних альбоми та два мініальбоми. Вони заявили, що однією з основоположних концепцій гурту є втілення «енергії тихоокеанського північно-західного ландшафту» в музичній формі.

## Історія

### Заснування таDiadem of 12 Stars(2002—2006)
У 2002 році гурт заснували брати Аарон і Натан Вівер. Їхні перші репетиції проходили в занедбаній хатині, розташованій на покинутій і зарослій фермі Калліопе, куди вони нещодавно переїхали. Натан зустрів Ніка Пола на місцевій вечірці, і вони втрьох почали писати матеріал для свого першого демо. У той час Нік перебував під сильним впливом треш-металу, спід-металу і дез-металу, посилаючись на такі гурти, як Death і Bolt Thrower, а також напостпанк і готичний рок, такі як Swans, Siouxsie and the Banshees і Fields of the Nephilim. Музичний стиль Аарона і Натана був більше пов'язаний з крастом, думом, норвезьким і американським блек-металами.
Першим релізом гурту було їхнє демо 2004 року, чорний CD-R, загорнутий у хутро з мохом усередині аркуша з текстами. Нік Пол покинув гурт невдовзі після того, як було записано перше демо.
Річард Далан приєднався до гурту на початку 2005 року. Потім вони почали працювати над матеріалом для другого демо, до якого увійшли 2 треки з їхнього першого студійного альбому Diadem of 12 Stars.
Їхній дебютний повноформатний альбом Diadem of 12 Stars вийшов у 2006 році. Diadem був записаний Тімом Ґріном на Louder Studios у Сан-Франциско з бюджетом у 1100 доларів. Гурт давав концерти по дорозі до Сан-Франциско з Олімпії, щоб зібрати гроші на проєкт, і позичив обладнання у місцевого гурту Ludicra.
Натан познайомився зі співачкою Джеймі Майерс з гурту Hammers of Misfortune на сквот-шоу в Окленді під час попереднього туру і попросив її заспівати в альбомі. Під час запису вокалу Джеймі була на дев'ятому місяці вагітності.
Альбом привернув увагу Southern Lord Records, який підписав контракт з гуртом, перевидавши його на вінілі.
Дебютна платівка отримала позитивні відгуки, а Pitchfork заявив, що «саме включення фолку та готики відокремлює Wolves in the Throne Room від зграї, розбиваючи божевілля моментами поетичної ясності».

### Two HuntersіBlack Cascade(2007—2010)

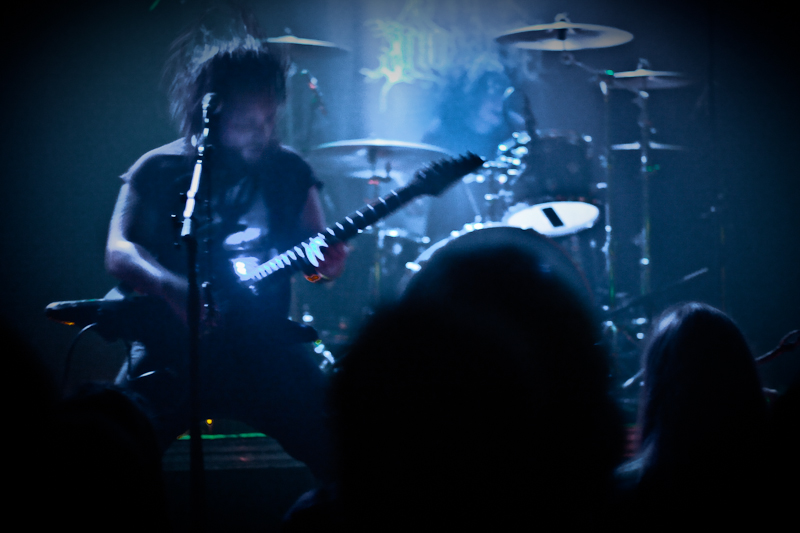
Наживо в De Helling, Утрехт у 2010 році

Гурт випустив другий повноформатний альбом Two Hunters у 2007 році, першу частину трилогії альбомів, яку завершив Celestial Lineage. Two Hunters став першою роботою гурту з продюсером Рендалом Данном, який продюсував пізніші релізи Black Cascade і Celestial Lineage. Під час сесій Two Hunters гурт почав працювати з аналоговими синтезаторами, такими як Korg Polysix і Minimoog, що стало вирішальною особливістю звучання гурту. Перська класична співачка Джессіка Кенні виконала вокал у піснях «Cleansing» і «I Will Lay Down My Bones Among the Rocks and Roots».

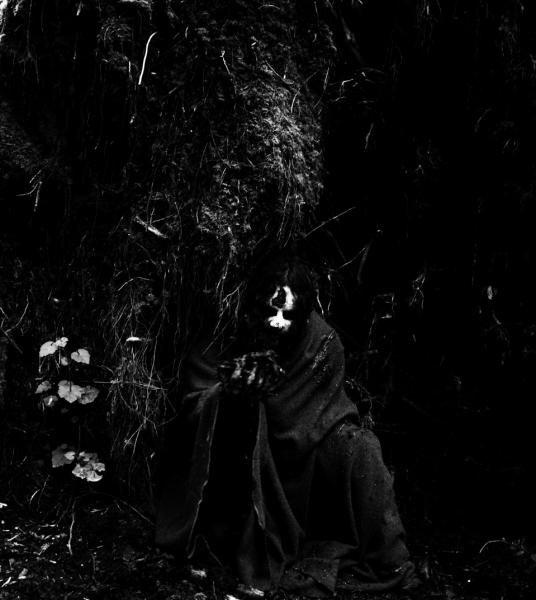
Фотосесія Two Hunters, 2006 рік

Two Hunters отримав схвальні відгуки критиків, рецензенти високо оцінили тонке поєднання жанрів традиційного металу та построку.
Їх третій альбом Black Cascade був випущений у березні 2009 року знову через Southern Lord.Альбом вирізнявся набагато сирішим і урізаним звучанням, і гурт заявив, що вони «хотіли записати альбом, який би зосередився на гітарі, барабанах і вокалі, а не на студійних дослідженнях». Після випуску Black Cascade гурт розпочав період гастролей Сполученими Штатами та Європою як супроводжувальний гурт для Sunn O))), Earth та Weedeater. У 2008 і 2009 роках гурт виступав на фестивалях Roadburn, Hellfest, Graspop та Roskilde. Roadburn випустив альбом Live at Roadburn 2008 на початку 2009 року.
Wolves in the Throne Room були обрані гуртом Godspeed You! Black Emperor для участі у фестивалі All Tomorrow's Parties 2010, що проходив у Майнхеді, Великобританія.

### Celestial Lineage,Celestite(2011—2016)
Гурт випустив четвертий повноформатний альбом Celestial Lineage 13 вересня 2011 року, знову спродюсований Рендаллом Данном. Ця платівка була першою, яку гурт записав в складі двох осіб.

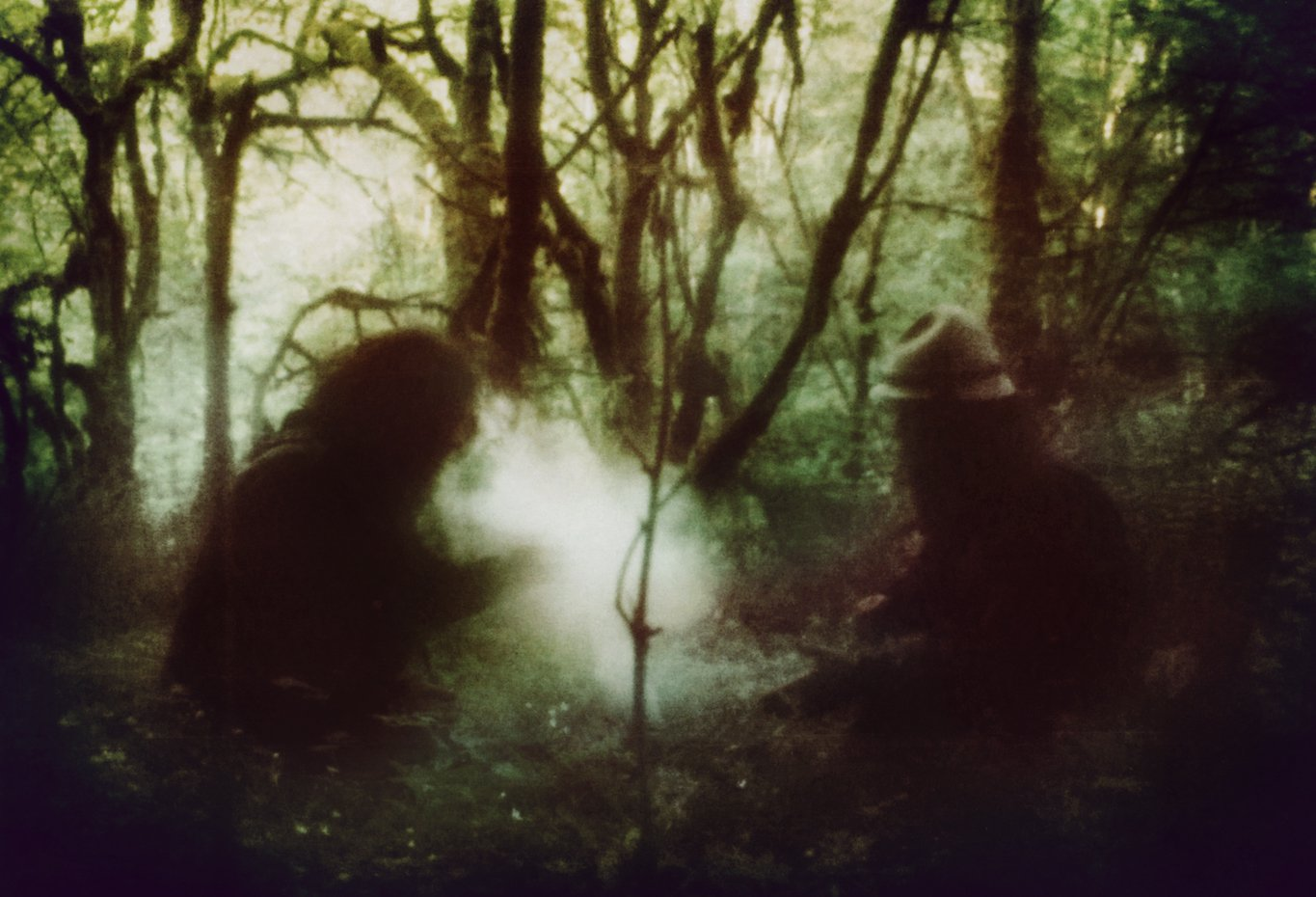
Celestial Lineage, 2011 рік

Музичний критик Брендон Стосуй назвав Celestial Lineage «ідіосинкратичним визначальним альбомом американського блек-металу 2011 року». Едуардо Рівадавія з AllMusic стверджував, що альбом об'єднав різні звучання двох попередніх альбомів, «в результаті чого вийшов найбільш вишуканим і впевненим на сьогоднішній день».
У січні 2014 року було оголошено про вихід «супутнього альбому» до опусу Celestial Lineage під назвою <i id="mwjQ">Celestite</i>. Celestite був випущений у Північній Америці на Artemisia Records 8 липня 2014 року і був описаний як експериментальне розширення музичних тем, досліджених у їх попередньому альбомі Celestial Lineage.
Деніел Росс з The Quietus описав альбом як відхід від «атаки, що знищує плектр» і похвалив здатність гурту «створювати специфічні атмосфери, здатні провести слухача через неймовірно густий ліс при дуже слабкому освітленні».

### Thrice Woven(2016—2020)
У 2015 році гурт розпочав роботу над новим альбомом під назвою Thrice Woven. Спочатку запланований до випуску на 22 вересня 2017 року, він вийшов трьома днями раніше — 19 вересня. Thrice Woven отримав позитивні відгуки критиків. Журнал Metal Hammer заявив: «Вони повернулися з повною силою… свято вісцерального і стихійного… Це абсолютна радість, що вони знову повернулися».
У червні 2016 року гурт зробив ремастеринг і перевидав свій перший альбом Diadem of 12 Stars, а також оголосив про північноамериканський тур.
У червні 2018 року WITTR отримав нагороду як найкращий андеграундний гурт на церемонії вручення премії Golden Gods 2018 журналу Metal Hammer у Лондоні.
Гурт регулярно гастролював на підтримку Thrice Woven, включаючи спільний виступ із норвежцями Enslaved у турі Decibel Magazine 2018, а також як супроводжувальний гурт для Behemoth і At the Gates протягом 10 тижнів у США та Європі в рамках Ecclesia Diabolica.
У 2019 році гурт підписав контракт із компанією Century Media Records, яка планує випустити наступний альбом у 2020/2021 роках.
Wolves in the Throne Room підтримали гурти Dimmu Borgir і Amorphis під час їх європейського туру в січні 2020 року.

### Primordial ArcanaіCrypt of Ancestral Knowledge(2021–дотепер)
10 червня 2021 року гурт випустив новий сингл «Mountain Magick» і анонсував свій майбутній сьомий альбом «Primordial Arcana», який вийшов 20 серпня.
16 серпня 2023 року гурт випустив новий сингл «Twin Mouthed Spring» і анонсував мініальбом «Crypt of Ancestral Knowledge», який вийшов 29 вересня.

## Музичний стиль і живі виступи
Музику гурту описують як «атмосферний блек-метал» і «каскадський блек-метал». Їх також вважали важливими для пост-металу за поєднання «ембієнту та жорстокості» для створення «емоційно насиченої» музики, особливо в їхньому другому альбомі 2007 року Two Hunters.
Wolves in the Throne Room не увібрали в себе більшість традиційних рис блек-металу, таких як корпспейнт, використання псевдонімів і сатанинських образів. Учасник гурту Аарон Вівер сказав: «Wolves in the Throne Room — це не блек-метал, або, точніше, ми граємо блек-метал на наших власних умовах, з наших власних причин». І на відміну від більшості сучасних метал-гуртів, Wolves in the Throne Room завжди використовують вінтажні підсилювачі та звукозаписне обладнання.
Аарон Вівер також описав їхню музику як таку, що «прагне працювати на міфічному рівні», коментуючи: «Я думаю, є таке відчуття, що ми щось втратили і не можемо це повернути. І, можливо, це навіть не те, що ми коли-небудь хотіли мати. Відчуття відчаю та втрати, і ти навіть не знаєш, що ти втратив. Це одна з центральних тем блек-металу, і це також проходить через наші записи». Далі він додав, що одним із центральних ідей гурту є «ідея розкриття окультної, духовної або енергетичної реальності місця. Бути глибоко пов'язаним із місцем і створювати музику та мистецтво, які виростають з ландшафту».
У звучанні Wolves in the Throne Room відчувається вплив скандинавського блек-металу. Wolves in the Throne Room часто називають американський гурт Neurosis своїм головним джерелом натхнення, оскільки їхня музика «працює на глибокому та насиченому міфічному рівні». Вони також згадали про вплив таких синтезаторних виконавців, таких як Popol Vuh.
Wolves in the Throne Room воліють, щоб їхні концерти були освітлені вогнем, незалежно від того, чи виступають вони на відкритому повітрі, чи в приміщенні. Гурт також не дозволяє фотографувати зі спалахом на своїх концертах.

## Учасники гурту
- Натан Вівер — гітара, ведучий вокал (2002—дотепер)
- Аарон Вівер — ударні, бас, синтезатори (2002–дотепер)
- Коді Кейворт — гітара, вокал (2017—дотепер)

Колишні учасники
- Нік Пол — гітара (2003—2004)
- Річард Дален — гітара (2005—2007)
- Вілл Ліндсей — гітара, бек-вокал, бас (2008—2009)

Сесійні музиканти
- Нік Пол — гітара у Wolves in the Throne Room
- Джеймі Майерс — вокал у Diadem of 12 Stars, Malevolent Grain
- Джессіка Кенні — вокал у Two Hunters і Celestial Lineage
- Вілл Ліндсей (Middian) — бас-гітарист у Live at Roadburn 2008
- Dino Sommese (Dystopia, Asunder) — запрошений вокаліст
- Ross Sewage (Ludicra, Impaled) — бас-гітарист в осінньому американському турі 2008 року та зимовому європейському турі 2009 року
- Оскар Спарбелл (Christian Mistress) — бас-гітарист у турах США та Європи 2009 року

### Шкала
Не вдається зібрати вхід EasyTimeline:

Timeline generation failed: 7 errors found

Line 6: TimeAxis = orientation: horizontal format: yyyy

- TimeAxis definition incomplete. No value specified for attribute 'orientation'.

Line 7: Colors =

- TimeAxis definition incomplete. No value specified for attribute 'horizontal'.

Line 8:   id:vocals   value:red        legend:Ведучий_вокал

- New command expected instead of data line (= line starting with spaces). Data line(s) ignored.

```
 

```

Line 15: Legend = orientation: vertical position: bottom columns:1

- TimeAxis definition incomplete. No value specified for attribute 'format'.

Line 16: ScaleMajor = unit: year increment:2 start:2004

- TimeAxis definition incomplete. No value specified for attribute 'yyyy'.

Line 25: PlotData=

- PlotData invalid. No (valid) command 'TimeAxis' specified in previous lines.

Line 40:  at:07/02/2006 color:lines1 layer:back

- LineData  attribute 'color' invalid. Unknown color 'lines1'.

```
 Specify command 'Color' before this command.

```

## Дискографія
Студійні альбоми
- Diadem of 12 Stars (2006, Vendlus)
- Two Hunters (2007, Southern Lord)
- Black Cascade (2009, Southern Lord)
- Celestial Lineage (2011, Southern Lord)
- Celestite (2014, Artemisia Records)
- Thrice Woven (2017, Artemisia Records)
- Primordial Arcana (2021, Relapse Records)

Мініальбоми
- Malevolent Grain (2009, Southern Lord)
- Crypt of Ancestral Knowledge (2023, Relapse Records)

Живі альбоми
- Live at Roadburn 2008 (2009, Roadburn)
- BBC Session 2011 Anno Domini (2013, Southern Lord)
- Turning Ever Towards The Sun — Live At Neudegg Alm (2014, Funkenflug Recordings)
- Live at the Bell House 9.12.11 (2015, Saint Roch Recordings)

Демо
- Wolves in the Throne Room (2004, виданий незалежно)
- 2005 Demo (2005, Ván Records)